# 45 Cancri
45 Cancri è una stella bianca nella sequenza principale di magnitudine 5,63 situata nella costellazione del Cancro. Dista 1029 anni luce dal sistema solare.

## Osservazione
Si tratta di una stella situata nell'emisfero celeste boreale; grazie alla sua posizione non fortemente boreale, può essere osservata dalla gran parte delle regioni della Terra, sebbene gli osservatori dell'emisfero nord siano più avvantaggiati. Nei pressi del circolo polare artico appare circumpolare, mentre resta sempre invisibile solo in prossimità dell'Antartide. La sua magnitudine pari a 5,6 la pone al limite della visibilità ad occhio nudo, pertanto per essere osservata senza l'ausilio di strumenti occorre un cielo limpido e possibilmente senza Luna.
Il periodo migliore per la sua osservazione nel cielo serale ricade nei mesi compresi fra dicembre e maggio; da entrambi gli emisferi il periodo di visibilità rimane indicativamente lo stesso, grazie alla posizione della stella non lontana dall'equatore celeste.

## Caratteristiche fisiche
La stella è una bianca nella sequenza principale; possiede una magnitudine assoluta di -1,86 e la sua velocità radiale positiva indica che la stella si sta allontanando dal sistema solare.

## Occultazioni
Per la sua posizione prossima all'eclittica, è talvolta soggetta ad occultazioni da parte della Luna e, più raramente, dei pianeti, generalmente quelli interni.
L'ultima occultazione lunare avvenne il 31 dicembre 2012.